# Дуброва (Быховский район)
Дубро́ва (бел. Дуброва) — агрогородок в составе Черноборского сельсовета Быховского района Могилёвской области Республики Беларусь.

## Население
- 2010 год — 335 человек